# Vindula cycnia
Vindula cycnia är en fjärilsart som beskrevs av Nicéville 1897. Vindula cycnia ingår i släktet Vindula och familjen praktfjärilar. Inga underarter finns listade i Catalogue of Life.